# Dendrobium panduriferum
Dendrobium panduriferum är en orkidéart som beskrevs av Joseph Dalton Hooker. Dendrobium panduriferum ingår i släktet Dendrobium, och familjen orkidéer. Inga underarter finns listade i Catalogue of Life.